# Eugene Fallah Kparkar
Pour les articles homonymes, voir Fallah.
Eugene Fallah Kparkar (1975-2016) est un homme politique libérien.

## Biographie
Né le 26 juillet 1975[réf. souhaitée], membre du Parti de la liberté, Eugene Fallah Kparkar fait ses débuts comme assistant parlementaire de Fayiah Gbollie ; il est élu député du comté de Lofa à la Chambre des représentants en 2005. Il meurt le 10 novembre 2016 à 41 ans, en Inde, où il soignait une maladie.